# Chrysomyxa ledicola
Chrysomyxa ledicola är en svampart som beskrevs av Lagerh. 1893. Chrysomyxa ledicola ingår i släktet Chrysomyxa och familjen Coleosporiaceae.   Inga underarter finns listade i Catalogue of Life.